# Rośliny bezzieleniowe

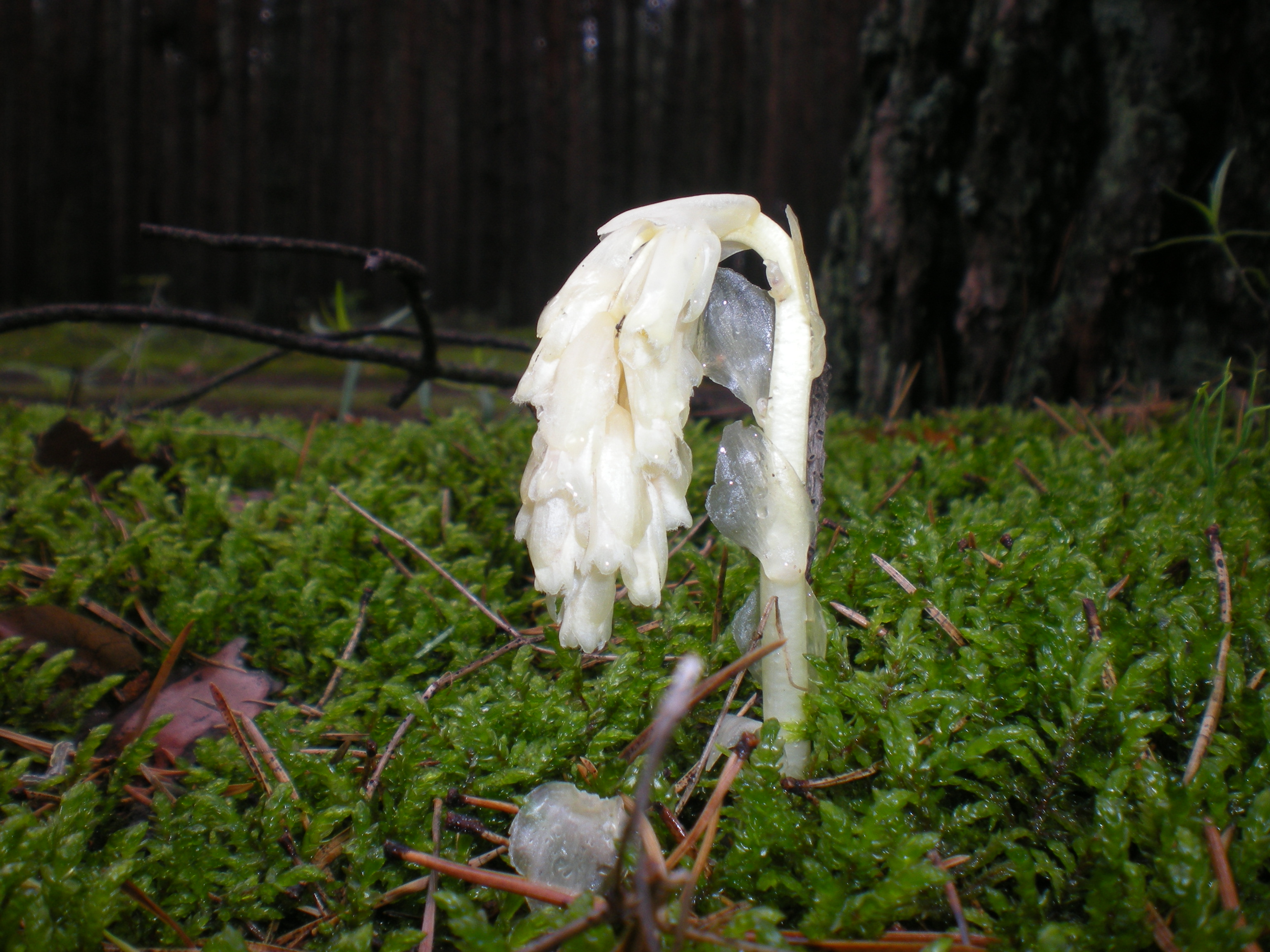
Korzeniówka pospolita

Rośliny bezzieleniowe – są to rośliny pasożytnicze będące pasożytami całkowitymi, które nie prowadzą fotosyntezy, lecz wszystkie potrzebne do życia substancje organiczne czerpią z organizmu żywiciela. W odróżnieniu od półpasożytów, rośliny te w ogóle nie posiadają zielonego chlorofilu, który umożliwiałby fotosyntezę. Z reguły też rośliny te nie mają (lub posiadają zredukowane) organy asymilacyjne – liście.